# 산자코모델리스키아보니
산자코모델리스키아보니(이탈리아어: San Giacomo degli Schiavoni)는 이탈리아 몰리세주 캄포바소도의 코무네다. 캄포바소로부터 북동쪽 50km 거리에 있다.